# Masanori Sekiya
Masanori Sekiya (jap. 関谷正徳 Sekiya Masanori; ur. 27 listopada 1949 w Shizuoce) – japoński kierowca wyścigowy.

## Kariera
Sekiya rozpoczął karierę w międzynarodowych wyścigach samochodowych w 1982 roku od startów w Brytyjskiej Formule Atlantic oraz w FIA World Endurance Championship. W FIA WEC z dorobkiem sześciu punktów uplasował się na siedemdziesiątej pozycji w klasyfikacji generalnej. W późniejszych latach Japończyk pojawiał się także w stawce IMSA GTU Championship, All Japan Sports-Prototype Championship, IMSA Camel GT Championship, Japanese Touring Car Championship, World Sports-Prototype Championship, Japońskiej Formuły 2, World Touring Car Championship, Japońskiej Formuły 3000, Asia-Pacific Touring Car Championship, All Japan Sports Prototype Car Endurance Championship, Fuji Long Distance Series, All-Japan Touring Car Championship, 24-godzinnego wyścigu Le Mans, Sportscar World Championship, All Japan GT Championship, FIA International Touring Car Championship, FIA GT Championship oraz Japan GT Festival in Malaysia.

## Wyniki w 24h Le Mans
| Rok  | Zespół                        | Partnerzy                           | Samochód                  | Klasa | Okr. | Poz. | Klasa Pos. |
| ---- | ----------------------------- | ----------------------------------- | ------------------------- | ----- | ---- | ---- | ---------- |
| 1985 | Tom’s Team                    | Satoru Nakajima Kaoru Hoshino       | TOM’s 85C-L-Toyota        | C1    | 330  | 12   | 12         |
| 1986 | Tom’s Co. Ltd.                | Satoru Nakajima Geoff Lees          | TOM’s (Dome) 86C-L-Toyota | C1    | 105  | NU   | NU         |
| 1987 | Toyota Team TOM’s             | Tiff Needell Kaoru Hoshino          | Toyota 87C-L              | C1    | 39   | NU   | NU         |
| 1988 | Toyota Team TOM’s             | Geoff Lees Kaoru Hoshino            | Toyota 88C                | C1    | 351  | 12   | 12         |
| 1989 | Porsche Kremer Racing         | Hideki Okada George Fouché          | Porsche 962CK6            | C1    | 42   | NU   | NU         |
| 1990 | Toyota Team TOM’s             | Geoff Lees Hitoshi Ogawa            | Toyota 90C-V              | C1    | 347  | 6    | 6          |
| 1992 | Toyota Team TOM’s             | Pierre-Henri Raphanel Kenny Acheson | Toyota TS010              | C1    | 346  | 2    | 2          |
| 1993 | Toyota Team TOM’s             | Eddie Irvine Toshio Suzuki          | Toyota TS010              | C1    | 364  | 4    | 4          |
| 1995 | Kokusai Kaihatsu Racing       | Yannick Dalmas JJ Lehto             | McLaren F1 GTR            | GT1   | 298  | 1    | 1          |
| 1996 | Team SARD Toyota              | Hidetoshi Mitsusada Masami Kageyama | Toyota Supra LM           | GT1   | 205  | NU   | NU         |
| 1997 | Gulf Team Davidoff GTC Racing | Ray Bellm Andrew Gilbert-Scott      | McLaren F1 GTR            | GT1   | 326  | NU   | NU         |